# Wólka Husińska
Wólka Husińska – wieś w Polsce, położona w województwie lubelskim, w powiecie zamojskim, w gminie Krasnobród.
W latach 1975–1998 miejscowość administracyjnie należała do województwa zamojskiego.
Wieś jest sołectwem w gminie Krasnobród. Według Narodowego Spisu Powszechnego z roku 2011 wieś liczyła 429 mieszkańców.
Wierni Kościoła rzymskokatolickiego należą do parafii Nawiedzenia Najświętszej Maryi Panny w Krasnobrodzie.

## Etymologia nazwy
Nazwa wsi pochodzi od nazwy sąsiednich Husin, wolnizny osadzane wokół wsi zasadzonych wcześniej posiadały przedrostki Wola, Wólka. Tak też stało się w przypadku osadzonej koło Husin Wólki Husińskiej. Pochodzenie nazwy Husiny wywodzi się zdaniem B.Czopek autorki noty w Nazwach Miejscowych Polski od słowa ukraińskiego hus (gęś) z sufiksem -iny*.

## Części wsi
| SIMC    | Nazwa    | Rodzaj    |
| ------- | -------- | --------- |
| 0891631 | Husiny   | część wsi |
| 0891648 | Łozowica | część wsi |

## Położenie
Wólka Husińska to wieś położona w południowej części gminy Krasnobród, na trasie prowadzącej z Krasnobrodu do Długiego Kąta. Sąsiaduje z dwoma miejscowościami sąsiednich gmin: Stanisławów (gmina Józefów), Ciotusza Stara (gmina Susiec). Wieś jest położona na największym na Lubelszczyźnie kompleksie lasów Krasnobrodzkiego Parku Narodowego. Przestrzenna polityka rozwoju turystyki wyrażona w Strategii Rozwoju Miasta i Gminy Krasnobród, określa strukturę przestrzeni penetracji turystycznej oraz wskazuje na Wólkę Husińską jako wieś letniskową. Istnieją tu sprzyjające warunki klimatyczne dla rozwoju turystyki. Wieś połózona jest na Roztoczu, w bezpośrednim sąsiedztwie turystyczno-uzdrowiskowym miasta Krasnobród. Najbliższymi większymi miastami są: Zamość (32 km) i Tomaszów Lubelski (20 km).

## Historia
Dokładna data powstania miejscowości nie jest znana, około 1430 roku do mieszkających na tych terenach osadników chłopskich i Rusinów przybyli prześladowani w Czechach Husyci. Od tego czasu osadę nazywano Husinami, a mieszkańców Husynami. Osadę zamieszkiwali głównie chłopi pańszczyźniani, mający zgodę możnowładców ziemskich na osiedlanie się w tych terenach. Pierwsza wzmianka o miejscowości Wólka Husińska pochodzi z 1620 roku. W 1722 roku wieś należała do Kajetana Tarnowskiego, po którym w 1764 roku majątek odziedziczył Antoni Fortunat Tarnowski. Jednak drugi z synów Antoniego – Jan Tarnowski, który uważał się za skrzywdzonego podczas podziału dóbr, dochodził sprawiedliwości na drodze sądowej. Po jego śmierci, jego dwóch synów – Jan Teodozjusz Tarnowski, ożeniony z Izabelą Prażmowską. Spis z 1827 roku notował Wólkę Husińską w powiecie zamojskim i parafii Krasnobród. Liczyła wówczas 31 domów i 184 mieszkańców.
Po pierwszej wojnie światowej wieś przeszła gruntową reformę, stała się sołectwem, funkcję pierwszego sołtysa otrzymał Michał Działa. Według spisu z 1921 roku miejscowość liczyła 75 domów i 538 mieszkańców, wyłącznie Polaków. W okresie międzywojennym powstała czteroletnia szkoła powszechna.

## Wólka i Husiny w 1915 r.

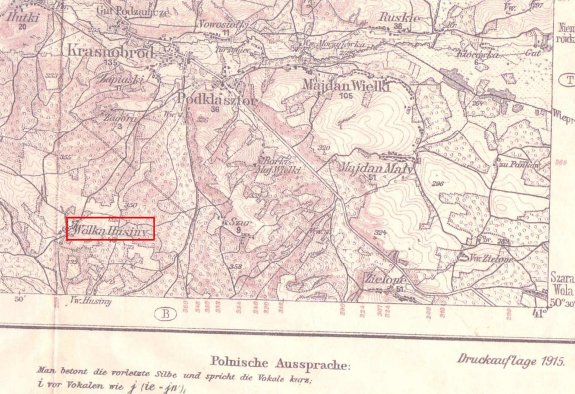
Wólka i Husiny w 1915 roku.

Ze względu na bogate złoża piasku białego, wraz z rozwojem Centralnego Okręgu Przemysłowego w latach 1936–1939 w okolicy Husin, powstała huta szkła, dająca zatrudnienie okolicznym mieszkańcom. Niestety lata II wojny światowej przerwały działalność huty, została ona doszczętnie spalona. Po II wojnie światowej w Wólce Husińskiej przeprowadzono reformę rolną, powstała najpierw siedmio-, a potem ośmioklasowa szkoła, którą kształciła dzieci i dorosłych. Największy rozwój wsi przypada na koniec lat 50. i początek 60. Powstała utwardzona szosa, która biegnie przez całą miejscowość i łączy ją ze Stanisławowem i Krasnobrodem. W tym czasie została doprowadzona do każdego domu energia elektryczna i bieżąca woda. Powstała Ochotnicza Straż Pożarna, Koło Gospodyń Wiejskich oraz rozwinął się ruch młodzieżowy „Wici”. W 1972 roku na X-lecie OSP została oddana do użytku murowana remiza wraz ze świetlicą, w której koncentruje się życie kulturalne wsi. W latach 70. powstała kopalnia piasku, którego wydobyciem zajęły się Lubelskie Przedsiębiorstwo Eksploatacji Kruszywa. W 1984 roku rozpoczęto budowę kaplicy pw. św. Jana Chrzciciela, w czerwcu 1985 nastąpiło jej poświęcenie. Pod koniec lat 80. zakończono wydobywanie piasku, nastąpił zanik ruchu ludowego, rozwiązano Koła Młodzieżowe oraz Koło Gospodyń Wiejskich.

## Kościół filialny pw. św. Jana Chrzciciela
Jesienią 1982 roku na zebraniu wiejskim w obecności proboszcza Romana Marszalca mieszkańcy Wólki Husińskiej i Husin podjęli decyzje o budowie kościoła, a plac pod budowę przekazała wspólnota wiejska. Pozyskaniem pozwolenia na budowę, zatwierdzeniem lokalizacji i pozyskaniem materiałów budowlanych zajął się Roman Marszalec – były proboszcz parafii Krasnobród. Projekt budowy wykonał Zygmunt Nowak z Tomaszowa Lubelskiego. Mieszkańcy Wólki Husińskiej i Husin przystąpili do prac budowlanych. Dokumenty o wydanie decyzji budowlanej złożono pod koniec 1982 roku, a budowę kościoła zakończono późną jesienią 1983 roku. Kościół poświęcił ks. bp Bolesław Pylak – 26 maja 1985 roku. Odpust ku czci patrona Jana Chrzciciela jest urządzany w niedzielę najbliższą dnia 24 czerwca.

## Powierzchnia
Powierzchnia wsi wynosi 1094,79 ha. Z tego powierzchnia gruntów rolnych wynosi 519,57 ha. Ponadto na powierzchnię ogólną składa się:
- sady – 1,54 ha
- pastwiska trwałe – 22,58 ha
- łąki trwałe – 22,58 ha
- grunty rolne zabudowane – 12,50 ha

Ogólna powierzchnia użytków rolnych wynosi 568,61 ha.

## Klimat
Wólka Husińska charakteryzuje się klimatem umiarkowanie kontynentalnym. Wieś znajduje się na części środkowej Roztocza, gdzie klimat jest nieco łagodniejszy i bardziej suchy. Opady są umiarkowane (do 500 mm) rocznie i zazwyczaj występują w porze letniej (w czerwcu, lipcu oraz sierpniu). Na obszarze przeważają wiatry zachodnie. Charakterystyczną cechą klimatu są bardzo duże nasłonecznienie oraz średnie zachmurzenie.
| Miesiąc                              | Sty | Lut | Mar | Kwi | Maj | Cze | Lip | Sie | Wrz | Paź | Lis | Gru | Roczna |
| ------------------------------------ | --- | --- | --- | --- | --- | --- | --- | --- | --- | --- | --- | --- | ------ |
| Rekordy maksymalnej temperatury [°C] | +12 | +17 | +22 | +26 | +30 | +30 | +32 | +31 | +28 | +25 | +17 | +15 | +23,7  |
| Średnie temperatury w dzień [°C]     | -10 | -11 | +6  | +11 | +17 | +20 | +21 | +21 | +18 | +11 | +2  |     | +10,2  |
| Średnie temperatury w nocy [°C]      | -31 | -28 | -23 | -7  | -2  |     | +5  | +2  | -5  | -9  | -16 | -22 | +3     |
| Rekordy minimalnej temperatury [°C]  | -31 | -28 | -23 | -7  | -2  |     | +5  | +2  | -5  | -9  | -16 | -22 | −12,3  |
| Opady [mm]                           | 20  | 20  | 30  | 40  | 60  | 70  | 70  | 70  | 50  | 30  | 40  | 30  | 44,1   |
| Źródło: Weatherbase Autor: Dmnksdbn  |     |     |     |     |     |     |     |     |     |     |     |     |        |

## Infrastruktura techniczna
Liczba gospodarstw wynosi 116, każde z nich korzysta z sieci elektrycznej i wodociągowej. Miejscowość jest również wyposażona w infrastrukturę telekomunikacyjną. Układ wsi ma charakter wielodrożnicowy, zabudowa rozluźniona, niemal w całości współczesna, w przewadze murowana, wśród nielicznych drewnianych domów na wyróżnienie zasługują domy nr 14 i 20 wybudowane w latach 30. XX wieku. W południowej części miejscowości usytuowany jest współczesny murowany kościół filialny pw. św. Jana Chrzciciela. Na północnym krańcu znajduje się żeliwny krzyż na kamiennym cokole, wybudowany na początku XX wieku. Drugi niemal analogiczny krzyż z 1907 roku znajduje się w środkowej części miejscowości przy skrzyżowaniu dróg.

## Gospodarka
Na wsi nie ma ulokowanych większych zakładów przemysłowych, główną rolę odgrywają małe rodzinne firmy. Brak jest odpowiednich instrumentów i narzędzi wspierających i stymulujących rozwój przedsiębiorczości, umożliwiających dostępność do zewnętrznych źródeł finansowania, wzrostu aktywności inwestycyjnej oraz wzrostu aktywności do podejmowania działalności gospodarczej. Barierą powstania nowych podmiotów gospodarczych jest też słaba (lub jej brak) infrastruktura komunikacyjna. Zarejestrowanych jest 11 podmiotów gospodarczych z branży ciesielsko-dekarskiej, budowlanej, stolarskiej, związanej z leśnictwem oraz sprzedaży detalicznej i hurtowej.

## Struktura gruntów wsi
Lasy obejmują powierzchnię 490,98 ha.
W tym:
- lasy państwowe – 356,69 ha
- lasy wspólnoty gruntowej – 1,79 ha
- lasy osób fizycznych – 132,34 ha
- lasy gminne – 0,16 ha
- tereny mieszkaniowe – 1,43 ha
- nieużytki – 15,95 ha
- drogi – 16,10 ha
- wody płynące – 0,25 ha

- wody stojące – 1,47 ha.

Własność gruntów przedstawia się w następujący sposób:
- osób fizycznych – 669,13 ha
- Skarbu Państwa – 372,19 ha
- Wspólnot Gruntowych – 6,55 ha
- gminnych – 16,86 ha
- inne podmioty – 30,06 ha

## Struktura własności gruntów wsi
Obszary wiejskie, szczególnie położone na wschodzie kraju, posiadają zespół cech pozwalających zaliczyć je do obszarów peryferyjnych, natomiast mieszkańców tych terenów do zagrożonych wykluczeniem społecznym i ekonomicznym. Barierą rozwoju mieszkańców wsi w Polsce wschodniej jest również znaczne rozproszenie sieci osadniczej, co skutkuje słabym wyposażeniem w infrastrukturę techniczną – drogową, ochrony środowiska oraz telekomunikacyjną, a także bardzo niskimi standardami dostępu do podstawowej infrastruktury społecznej – edukacyjnej, ochrony zdrowia oraz obiektów kultury. Ponadto peryferyjność obszarów rolniczych decyduje o pozbawieniu wsi bezpośredniego dostępu do ważniejszych korytarzy komunikacyjnych o znaczeniu międzynarodowym.

## Struktura wiekowa ludności wsi
Mieszkańcy Wólki Husińskiej wykazują duże zainteresowanie sprawami społeczności lokalnej. Dzięki aktywności OSP udało się wyremontować część pomieszczeń remizy.